# 대전 법조 비리 사건
대전 법조비리사건은 현직 판사·검사를 비롯 검찰과 법원 직원, 경찰관 등 300여 명이 대전지방검찰청 부장검사 출신인 이종기 변호사(사법연수원 6기)에게 사건수임을 알선하고 소개비를 받아온 것이 이종기 변호사의 전 사무장의 폭로로 드러난 사건이다. 검찰의 수사에 의해 25명의 검사들이 금품을 받은 것으로 나타났으며, 검찰은 검사장 2명을 포함, 검사 6명의 사표를 수리하고 7명에 대해 징계 조치하거나 인사상 불이익을 주며 수사를 마무리했다.
대전지방검찰청 검사장을 역임한 심재륜 당시 대구고등검찰청 검사장은 이종기의 진술을 근거로 감찰부의 조사를 받은 뒤 검찰 수뇌부의 동반 퇴진을 요구하는 하극상 사건을 일으키기도 했다. 이후 심재륜 검사장은 7명의 징계 대상에 포함되어 김대중 대통령이 심재륜의 면직을 재가해 퇴임했으나, 2001년 8월 24일 대법원에서 면직 취소 판결을 받았다.
대법원은 2002년 3월 15일 이종기에 대한 상고심 선고공판에서 의정부 법조비리사건의 이순호에 대한 법리를 인용해 변호사법위반과 뇌물공여죄를 모두 인정, 징역 1년에 집행유예 2년을 선고한 원심을 확정했다.
1999년 대전 법조비리로 판사 2명과 검사 6명이 사표를 냈다.
대전지검 부장검사 출신의 이종기 변호사의 사무장인 김현씨가 수임료 일부를 횡령했다가 1997년 11월 해고되었다. 이에 김씨가 92-97년 수임내역서 등 비장부 632장을 1998년 12월 7일 MBC를 통해 폭로하였다.
현직 판검사들을 포함한 검찰과 법원 직원, 경찰관 등 300여명이 대전지검 부장검사 출신의 이종기 변호사에게 사건 수임을 알선하고 소개비를 받았으며, 검사 25명이 금품을 수수한 것으로 드러났다. 검찰은 검사장급 2명을 포함해 검사 6명의 사표를 수리하고 7명은 징계 조치하거나 인사상 불이익을 줬다.
심재륜 대구고검장은 김태정 검찰총장을 비롯한 검찰 수뇌부를 겨냥해 동반 퇴진할 것을 선언했다. 이후 심재륜은 2002년 사법연수원생 360여 명을 대상으로 '가장 존경하는 국내 법조인'을 설문 조사했는데, 25표를 얻어 1위로 선정됐다.

## 같이 보기
- 의정부 법조비리사건